# Filippo Casagrande
Filippo Casagrande (* 28. Juli 1973 in Florenz) ist ein ehemaliger italienischer Profi-Radfahrer. Er ist der jüngere Bruder der beiden Radfahrer Francesco Casagrande und Stefano Casagrande. Während seiner Profi-Karriere, die 1996 begonnen hatte, konnte er zehn Siege feiern. Sein größter Erfolg war der Etappensieg beim Giro d’Italia 1995. 1996 gewann er zum Saisonauftakt das Rennen Nizza–Alassio. Er nahm 2000 genau einmal in seiner Karriere bei der Tour de France teil. 2002 beendete er seine Karriere als Radprofi.

## Erfolge
1994
- Gesamtwertung Giro d’Abruzzo
- Sieger Gran Premio Industria e Commercio Artigianato Carnaghese

1995
- eine Etappe Giro d’Italia

1996
- eine Etappe Tirreno–Adriatico
- drei Etappen Regio Tour International
- Sieger Coppa Agostoni

2001
- Sieger Giro dell’Umbria

2003
- Sieger Giro dell’Umbria

## Teams
- 1995 – Brescialat
- 1996 – San Marco Group-Fago (bis 10. Mai)
- 1996 – Scrigno-Blue Storm (ab 11. Mai)
- 1997 – Scrigno-Gaerne
- 1998 – Scrigno-Gaerne
- 1999 – Vini Caldirola-Sidermec
- 2000 – Vini Caldirola-Sidermec
- 2001 – Fassa Bortolo
- 2002 – Fassa Bortolo